# Згорня Добрава (Моравче)
Згорня Добрава (словен. Zgornja Dobrava) — поселення в общині Моравче, Осреднєсловенський регіон, Словенія. 
Висота над рівнем моря: 405 м.